# Correos
Correos est le nom commercial de la Sociedad Estatal de Correos y Telégrafos, S.A., principal opérateur postal en Espagne détenue à 100 % par l'État à travers la Société d'État des participations industrielles. 
Employant 56 000 personnes, traitant 5,4 milliards de courriers par an et disposant de 10 000 bureaux de poste dans l'ensemble du pays, Correos est l'un des plus importants services postaux au monde,.
Son siège social se trouve sur le Campo de las Naciones à Madrid,.